# Dステ
Dステ（ディーステ）は、ワタナベエンターテインメントに所属する男性若手俳優集団のD-BOYS・D2によって演じられる演劇ユニット公演である。同事務所の社長である渡辺ミキが上演作品すべての総合プロデュースを担っている。
D-BOYS結成3年目の2007年に、「D-BOYS STAGE Vol.1」としてメンバー総出演のオリジナル作品『完売御礼』を上演。同作品のチケットは15分で完売となった。それから毎年の公演を行い、D-BOYSの活動の中心のひとつとなる。D-BOYSを卒業（脱退）したメンバーが出演することもあり、D-BOYS・D2加入以前の者がアンサンブルで出演することもある。
2012年4月上演の10作品目『淋しいマグネット』を区切りとして、正式名称を「D-BOYS STAGE」から現在の「Dステ」と改めた。
2012年より、過去の舞台作品の映像観賞とD-BOYS・D2メンバーによるトークを合わせたイベント「DステFES」が開催されている。

## 上演作品
出演者名の後ろの「★」は、主演もしくは主演に相当する配役であることを表す。群像劇の10th「淋しいマグネット」、11th「クールの誕生」、19th「お気に召すまま」については、主演に関する言及はない。

### D-BOYS STAGE Vol.1「完売御礼」
- 脚本：奥村直義
- 演出：茅野イサム
- 上演期間・会場：2007年6月3日 - 10日、全労済ホールスペース・ゼロ（全11回）
- 出演：遠藤雄弥、加治将樹★[1]、熊井幸平、瀬戸康史、中村優一、柳浩太郎、柳下大（日替わり出演：荒木宏文、五十嵐隼士、城田優、鈴木裕樹、和田正人）

### D-BOYS STAGE Vol.2「ラストゲーム」
- 脚本：羽原大介
- 演出：茅野イサム
- 上演期間・会場：2008年6月20日 - 27日、青山劇場（全13回） / 7月5日・6日、シアターBRAVA!（全4回）
- 出演：足立理、荒木宏文★、五十嵐隼士、碓井将大、遠藤雄弥、加治将樹、城田優、鈴木裕樹★、瀬戸康史、中川真吾、中村昌也、中村優一、牧田哲也、三上真史、柳浩太郎、柳下大、和田正人

### D-BOYS STAGE Vol.3「鴉〜KARASU〜 04」
「舞台×コミック」のコラボレーションとして、『鴉 KARASU』（原作：町田一八/作画：柳ゆき助）のタイトルで漫画化されている。
- 脚本：羽原大介
- 演出：茅野イサム
- 上演期間・会場：2009年4月12日 - 18日、青山劇場（全9回） / 4月23日 - 25日、シアターBRAVA!（全4回）
- 出演：足立理、五十嵐隼士、加治将樹、鈴木裕樹★[注 1]、高橋龍輝、中村昌也、橋本汰斗、柳浩太郎、柳下大、山田悠介[注 2]

### D-BOYS STAGE Vol.3「鴉〜KARASU〜 10」
「鴉〜KARASU〜 04」と同じ演目を、キャストを総入れ替えて上演した。前公演と同じく「Vol.3」とあるが、第4弾公演と数えられている。
- 脚本：羽原大介
- 演出：茅野イサム
- 上演期間・会場：2009年10月20日 - 25日、青山劇場（全10回） / 10月31日 - 11月1日、シアターBRAVA!（全4回）
- 出演：荒木宏文、碓井将大、遠藤雄弥★[注 1]、瀬戸康史、中川真吾、中村優一、牧田哲也、三上真史、山口賢貴、和田正人

### D-BOYS STAGE 2010 trial-1「NOW LOADING」
「D-BOYS STAGE 2010」は、メンバーが3組に分かれ、それぞれ違うジャンルの3作品を上演した。
- 脚本：ますもとたくや
- 演出：ラサール石井[7]
- 上演期間・会場：2010年4月28日 - 5月6日、シアターサンモール（全15回） / 5月14日 - 16日、ABCホール（全5回）
- 出演：五十嵐隼士、遠藤雄弥★、陳内将、山田悠介、和田正人[注 3]
- 客演：今泉稔、大熊啓誉（シャカ）、藤田秀世（ナイロン100℃）

### D-BOYS STAGE 2010 trial-2「ラストゲーム」
2008年上演作品の再演で、配役は一新された。本作の早稲田大学野球部主将・笠井和也役は、当初は中村優一が演じる予定であったが直前に降板、初演に引き続き鈴木裕樹が演じることとなった。
劇中歌「想い」は、2010年12月にD☆DATEのデビューシングル「あと1cmのミライ」のカップリング「想い（D☆DATE Version）」としてCD化された。
- 脚本：羽原大介
- 演出：茅野イサム
- 上演期間・会場：2010年8月26日 - 9月5日、青山劇場（全15回） / 9月9日 - 12日、シアターBRAVA!（全6回）
- 出演：足立理、荒井敦史、碓井将大、上鶴徹、瀬戸康史★[10]、鈴木裕樹★[10]、高橋龍輝、中川真吾、中村昌也[注 5]、橋本汰斗、牧田哲也、三上真史、柳浩太郎、山口賢貴
- 客演：山崎育三郎

### D-BOYS STAGE 2010 trial-3「アメリカ」
- 脚本・演出：赤堀雅秋
- 上演期間・会場：

2010年9月29日 - 10月3日、本多劇場（全8回）
10月19日・20日、名鉄ホール（全2回）
10月22日 - 24日、森ノ宮ピロティホール（全4回）
10月31日、新潟市民芸術文化会館（全1回）
11月3日 - 7日、紀伊國屋ホール（全8回）
- 出演：荒木宏文、加治将樹、鈴木裕樹、柳下大★[11]、山田悠介
- 客演：植松俊介（シャカ）、長田奈麻（ナイロン100℃）、黒田大輔（THE SHAMPOO HAT）、滝沢恵（THE SHAMPOO HAT）、廣川三憲（ナイロン100℃）、ブー藤原（超新塾）

### D-BOYS STAGE 2011「ヴェニスの商人」
シェイクスピア時代をふまえた、女性役もすべて男性が演じる「オールメール」という手法を試みた。2011年12月19日にNHK BSプレミアムにて『D-BOYS「ヴェニスの商人」〜イケメン俳優たち&シェイクスピア〜』が放送された。
- 原作：ウィリアム・シェイクスピア『ヴェニスの商人（The Merchant of Venice）』
- 上演台本：松岡和子
- 演出：青木豪
- 上演期間・会場：2011年4月29日 - 5月8日、サンシャイン劇場（全12回） / 5月13日 - 15日、シアターBRAVA!（全5回）
- 出演：足立理、碓井将大、加治将樹、鈴木裕樹、高橋龍輝、牧田哲也、三上真史、柳浩太郎、山口賢貴、和田正人★[12]
- 客演：酒井敏也、名取幸政

### D-BOYS STAGE 9th「検察側の証人 〜麻布広尾町殺人事件〜」
- 原作：アガサ・クリスティ『検察側の証人（The Witness for the Prosecution）』[注 6]
- 脚本：鈴木哲也、飯島早苗
- 演出：鈴木裕美
- 上演期間・会場：2011年10月15日 - 23日、青山劇場（全11回） / 11月3日 - 6日、シアターBRAVA!（全5回）
- 出演：荒木宏文、五十嵐隼士★[13]、瀬戸康史★[13]、橋本汰斗、堀井新太、柳下大
- 客演：有福正志、高橋愛美、平田敦子、馬渕英俚可、若杉宏二

### D-BOYS STAGE 10th「淋しいマグネット」
ダブルキャストにより、4チーム編成で上演された。
- 原作：ダグラス・マックスウェル『Our Bad Magnet』[注 6]
- 脚本：御笠ノ忠次、田中誠
- 演出：茅野イサム
- 上演期間・会場：2012年4月8日 - 28日、Bunkamuraシアターコクーン（全21回） / 5月3日 - 6日、シアターBRAVA!（全5回）
- 出演：阿久津愼太郎、荒木宏文、碓井将大、遠藤雄弥、陳内将、瀬戸康史、橋本汰斗、柳下大

### Dステ 11th「クールの誕生」
- 脚本：鈴木聡
- 演出：山田和也
- 上演期間・会場：

2012年8月25日・26日、森ノ宮ピロティホール（全3回）
9月4日 - 10日、紀伊國屋ホール（全10回）
9月12日 - 17日、PARCO劇場（全8回）
- 出演：加治将樹、鈴木裕樹、牧田哲也、三上真史、堀井新太、柳浩太郎、山田悠介
- 客演：俵木藤汰、永井秀樹、弘中麻紀、三鴨絵里子

### Dステ 12th「TRUMP」
初のD2メンバー総出演による作品。本作で（当時の）D-BOYS・D2メンバー全員がDステ出演経験者となった。対の立場の配役を2人1組の役者が交互に演じる「リバースキャスト」を導入し、2つのバージョンを交互に上演した。
- 脚本・演出：末満健一
- 上演期間・会場：2013年1月23日 - 2月3日 、サンシャイン劇場（全15回） / 2月8日 - 10日、ABCホール（全6回）
- 出演：阿久津愼太郎、荒井敦史、池岡亮介、大久保祥太郎、近江陽一郎、上鶴徹、志尊淳、白又敦、陳内将、土屋シオン、西井幸人★[16]、根岸拓哉、前山剛久、三津谷亮★[16]、山口賢貴、山田裕貴

### Dステ 13th「チョンガンネ 〜おいしい人生お届けします〜」
テレビドラマ化（邦題は『僕らのイケメン青果店』）もされた韓国の小劇場ミュージカル作品で、Dステ初のミュージカル作品である。
- 脚本：イ・ジェグク『チョンガンネ ヤチェカゲ（총각네 야채가게）』
- 訳詞・上演台本・演出：中屋敷法仁
- 上演期間・会場：2013年4月25日 - 5月6日、本多劇場（全16回） / 5月11日・12日、森ノ宮ピロティホール（全2回）
- 出演：近江陽一郎、橋本汰斗、牧田哲也、三津谷亮、和田正人★[19]
- 客演：黒崎ジュンコ（ズボンドズボン）、新良エツ子、舞羽美海

### Dステ 14th「十二夜」
D-BOYSとD2が合体後、初の作品となる。「ヴェニスの商人」と同様にオールメールで上演された。
- 原作：ウィリアム・シェイクスピア『十二夜（Twelfth Night, or What You Will）』（翻訳：松岡和子）
- 演出・上演台本：青木豪
- 上演期間・会場：2013年10月4日 - 13日 、紀伊國屋ホール（全15回） / 10月17日 - 20日、ABCホール（全7回）
- 出演：荒井敦史、池岡亮介、碓井将大★[22]、近江陽一郎、加治将樹[注 7]、陳内将、鈴木裕樹、三上真史、山口賢貴、山田悠介
- 客演：坪倉由幸（我が家）、ミッキー・カーチス

### Dステ 15th「駆けぬける風のように」
演劇集団キャラメルボックスで上演されている、新撰組の架空志士を主役とした『立川迅助シリーズ』の第4作目を、D-BOYSと演劇集団キャラメルボックスがコラボして上演する。渡辺ミキが早稲田大学の演劇サークル「てあとろ50'」において、演劇集団キャラメルボックスの成井豊の1つ上の先輩にあたり、『風を継ぐ者』を見て感動した渡辺が成井に「立川迅助の別の物語が観たい」と成井に告げた。しかし『立川迅助シリーズ』は3部作で完結をしていたが、ふと慶応3年の新撰組をやり残していたことを思い出し、本作を書くことが決まった。
主演を務めた和田正人は、本作の評価によって文化庁芸術祭賞演技部門新人賞を受賞した。
- 脚本・演出：成井豊
- 上演期間・会場：2014年10月9日 - 19日、サンシャイン劇場 / 10月24日 - 26日、シアタードラマシティ / 10月31日・11月1日、名鉄ホール
- 出演：遠藤雄弥[注 7]、加治将樹[注 7]、陳内将、土屋シオン、堀井新太、前山剛久、山田悠介、和田正人★[24]
- 客演（演劇集団キャラメルボックス）：岡田達也、鍛治本大樹、筒井俊作、三浦剛

### Dステ 16th×TSミュージカルファンデーション「GARANTIDO」
Dステでは2作目のミュージカルである。謝珠栄が主宰を務めるTSミュージカルファンデーションの2010年上演の作品を、新たに加筆し上演した。ブラジルの日系移民を描いた作品で、外務省による「日ブラジル外交関係樹立120周年記念事業」として認定された。
- 脚本・作詞・振付：謝珠栄
- 原案：小手伸也
- 演出：大谷美智浩
- 上演期間・会場：2015年5月21日 - 26日、東京芸術劇場 プレイハウス / 5月30日 - 31日、兵庫県立芸術文化センター 阪急 中ホール
- 出演：荒井敦史、荒木宏文★[29]、大久保祥太郎、加治将樹[注 7]、高橋龍輝、橋本汰斗、前山剛久、三津谷亮、柳下大★[29]、山口賢貴、山田裕貴
- 客演：マルシア

### Dステ 17th「夕陽伝」
『古事記』を題材とした書下ろしの戯曲。本作との「連鎖作品」として、末満健一が演出を手掛ける劇団Patchの公演『幽悲伝』が上演された。
- 脚本：末満健一
- 演出：岡村俊一
- 上演期間・会場：2015年10月21日 - 11月1日、サンシャイン劇場 / 11月21日 - 22日、森ノ宮ピロティホール
- 出演：荒井敦史、池岡亮介、遠藤雄弥[注 7]、瀬戸康史★[31]、鈴木裕樹、高橋龍輝、中山義紘[注 8]、前山剛久、宮崎秋人、三好大貴[注 8]
- 客演：小芝風花[30]、山本亨

### 宮本武蔵（完全版）
五反田団初の時代劇として2012年に上演された作品で、この公演にあたり新たに加筆され「完全版」として上演された。五反田団主宰の前田司郎のワークショップに山田裕貴が参加したことがきっかけで、前田とのコラボレーションに至った。「Dステ 18th」として上演されることが発表されたが、この作品は公演タイトルに「Dステ」と付いていない。出演者の中で現役のD-BOYSメンバーは主演の山田のみである。
- 脚本・演出：前田司郎
- 上演期間・会場：2016年8月19日 - 29日、東京芸術劇場 シアターイースト
- 出演：山田裕貴★[32] / 内田慈、遠藤雄弥[注 7]、志賀廣太郎、矢崎広 ほか

### Dステ 19th「お気に召すまま」
「ヴェニスの商人」・「十二夜」に続く、Dステのシェイクスピアシリーズの第3弾。前2作と同様にオールメールの手法で上演され、多くのキャストは一人二役を担当した。オーランドー役は柳下大、ロザリンド役は前山剛久。
- 原作：ウィリアム・シェイクスピア『お気に召すまま（As You Like It）』
- 翻訳：松岡和子
- 演出・上演台本：青木豪
- 上演期間・会場：2016年10月14日 - 30日、本多劇場 / 11月12日・13日、シベールアリーナ / 11月19日・20日、兵庫県立芸術文化センター 阪急 中ホール
- 出演：遠藤雄弥[注 7]、大久保祥太郎、加治将樹[注 7]、西井幸人、前山剛久、牧田哲也、三上真史、柳下大、山田悠介
- 客演：石田圭祐、松尾貴史、鈴木壮麻

### Dステ 20th「柔道少年」
2014年に韓国で上演されたミュージカル作品の日本版初上演。韓国発ミュージカルの13th「チョンガンネ 〜おいしい人生お届けします〜」と同じく中屋敷法仁が日本版の脚本演出を担当した。舞台は日本に置き換えられている。主演は宮﨑秋人。
- 作：イ・ジェジュン、パク・キョンチャン
- 上演台本・演出：中屋敷法仁
- 上演期間・会場：2017年2月9日 - 21日、ザ・スズナリ / 2月24日 - 26日、ABCホール
- 出演：荒井敦史、池岡亮介、三津谷亮、宮﨑秋人★
- 客演：小林正寛、桜井美南

## DVD
- D-BOYS STAGE vol.1 〜完売御礼〜（2007年10月24日、コンテンツリーグ）PCBE-53259
- D-BOYS STAGE vol.2 ラストゲーム（2008年9月24日、コンテンツリーグ）PCBE-53260
- D-BOYS STAGE vol.3「鴉 〜KARASU〜」-04（2009年7月24日、コンテンツリーグ）PCBE-53241
- D-BOYS STAGE vol.3「鴉 〜KARASU〜」-10（2010年1月22日、コンテンツリーグ）PCBE-53242
- D-BOYS STAGE 2010 trial-1「NOW LOADING」（2010年11月17日、ポニーキャニオン）PCBP-11989
- D-BOYS STAGE 2010 trial-2「ラストゲーム」（2011年1月19日、ポニーキャニオン）PCBP-11995
- D-BOYS STAGE 2010 trial-3「アメリカ」（2011年2月16日、ポニーキャニオン）PCBE-11996
- D-BOYS STAGE 2011「ヴェニスの商人」（2011年9月7日、ポニーキャニオン）PCBP-12025
- D-BOYS STAGE 9th 〜検察側の証人〜スピンオフDVD 麻布広尾町殺人事件・全記録（2012年1月18日、ポニーキャニオン）PCBP-12069
- D-BOYS STAGE 10th「淋しいマグネット」Reds（2012年8月1日、ポニーキャニオン）PCBP-52214
- D-BOYS STAGE 10th「淋しいマグネット」Blues（2012年8月1日、ポニーキャニオン）PCBP-52215
- Dステ11th「クールの誕生」（2013年1月16日、ポニーキャニオン）PCBP-52226
- Dステ12th「TRUMP」TRUTH（2013年4月26日、ポニーキャニオン）PCBP-52243
- Dステ12th「TRUMP」REVERSE（2013年4月26日、ポニーキャニオン）PCBP-52244
- Dステ13th「チョンガンネ 〜おいしい人生お届けします〜」（2013年7月17日、ポニーキャニオン）PCBP-52253
- Dステ14th「十二夜」（2013年12月27日、ポニーキャニオン）PCBP-52268
- DステDVD-BOX（2014年3月19日、ポニーキャニオン）PCBP-62130
- Dステ15th「駆けぬける風のように」（2014年12月17日、ポニーキャニオン）PCBP-52307
- Dステ16th×TSミュージカルファンデーション「GARANTIDO」（2015年8月19日、ポニーキャニオン）PCBP-52333
- Dステ17th「夕陽伝」（2016年2月2日、ポニーキャニオン）PCBP-52386
- 宮本武蔵（完全版）（2016年11月16日、ポニーキャニオン）PCBP-52450